# تانیا چان
تانیا چان سوک-چونگ (چینی سنتی: 陳淑莊; متولد ۱۴ سپتامبر ۱۹۷۱ در هنگ کنگ) عضو شورای قانونگذاری سابق (جزیره هنگ کنگ) است. او یکی از اعضای مؤسس حزب مدنی (Civic Party) است.
او گاهی در حزب به عنوان ژو ژان شناخته می‌شود.